# Laura Richardson
Laura Richardson (ur. 14 kwietnia 1962 w Los Angeles) – amerykańska polityczka, członkini Partii Demokratycznej.

## Działalność polityczna
W okresie od 2000 do 2006 była członkinią rady miasta Long Beach, a od 2006 zasiadała w Zgromadzeniu Stanowym Kalifornii. Następnie w okresie od 21 sierpnia 2007 do 3 stycznia 2013 przez trzy kadencje była przedstawicielką 37. okręgu wyborczego w stanie Kalifornia w Izbie Reprezentantów Stanów Zjednoczonych.